# Androcymbium
Androcymbium là một chi thực vật có hoa trong họ Colchicaceae.
Chi này được mô tả lần đầu tiên năm 1808. Các loài cây thân thảo sống lâu năm trong chi này là bản địa châu Phi, Nam Âu, Trung Đông và quần đảo Canary. Chi này đôi khi được gộp trong chi Colchicum nhưng đôi khi vẫn được coi là một chi độc lập.

## Các loài
Chi này chứa 56 loài như sau:
- Androcymbium albanense – Tỉnh Cape
- Androcymbium albomarginatum – Tỉnh Cape
- Androcymbium amphigaripense – Namibia
- Androcymbium austrocapense – Tỉnh Cape
- Androcymbium bellum – Tỉnh Cape, Namibia
- Androcymbium buchubergense – Namibia
- Androcymbium burchellii – Tỉnh Cape
- Androcymbium burkei – Lesotho, Free State, Mpumalanga, Limpopo
- Androcymbium capense – Tỉnh Cape
- Androcymbium cedarbergense – Tỉnh Cape
- Androcymbium ciliolatum – Tỉnh Cape
- Androcymbium circinatum – Tỉnh Cape, Namibia
- Androcymbium crenulatum – Tỉnh Cape
- Androcymbium crispum – Tỉnh Cape
- Androcymbium cruciatum – Tỉnh Cape
- Androcymbium cuspidatum – Tỉnh Cape
- Androcymbium decipiens – KwaZulu-Natal
- Androcymbium dregei – Tỉnh Cape
- Androcymbium eghimocymbion – Tỉnh Cape
- Androcymbium etesionamibense – Namibia
- Androcymbium eucomoides – Tỉnh Cape
- Androcymbium europaeum – Miền nam Tây Ban Nha và miền nam Maroc
- Androcymbium exiguum – Tỉnh Cape, Namibia
- Androcymbium gramineum – Bắc Phi + Sahara
- Androcymbium greuterocymbium – Tỉnh Cape
- Androcymbium hantamense – Tỉnh Cape
- Androcymbium henssenianum – Tỉnh Cape
- Androcymbium hierrense – Đảo El Hierro (quần đảo Canary)
- Androcymbium hughocymbion – Tỉnh Cape
- Androcymbium huntleyi – Tỉnh Cape
- Androcymbium irroratum – Tỉnh Cape
- Androcymbium karooparkense – Tỉnh Cape
- Androcymbium knersvlaktense – Tỉnh Cape
- Androcymbium kunkelianum – Tỉnh Cape
- Androcymbium leistneri – Free State, Lesotho, Tỉnh Cape
- Androcymbium longipes – Tỉnh Cape
- Androcymbium melanthioides – Zimbabwe, Botswana, Namibia, Nam Phi
- Androcymbium natalense – Free State, KwaZulu-Natal
- Androcymbium orienticapense – Tỉnh Cape
- Androcymbium palaestinum – Libya, Ai Cập, Israel, Palestine, Jordan, Liban, Syria
- Androcymbium poeltianum – Tỉnh Cape
- Androcymbium praeirroratum – Tỉnh Cape
- Androcymbium psammophilum – Các đảo Lanzarote và Fuerteventura (quần đảo Canary)
- Androcymbium rechingeri – Libya, các đảo Crete và Elaphonisos (Hy Lạp)
- Androcymbium roseum – Angola, Zimbabwe, Botswana, Namibia, Nam Phi
- Androcymbium scabromarginatum – Tỉnh Cape
- Androcymbium schimperianum – Ethiopia, Somalia, Yemen
- Androcymbium stirtonii – KwaZulu-Natal
- Androcymbium striatum – Từ Eritrea đến tỉnh Cape
- Androcymbium swazicum – Mpumalanga, Swaziland
- Androcymbium undulatum – Tỉnh Cape
- Androcymbium vanjaarsveldii – Tỉnh Cape
- Androcymbium villosum – Tỉnh Cape
- Androcymbium volutare – Tỉnh Cape
- Androcymbium walteri – Tỉnh Cape
- Androcymbium worsonense – Tỉnh Cape